# Wikariat apostolski Zamora en Ecuador
Wikariat Apostolski Zamora en Ecuador (łac. Apostolicus Vicariatus Zamorensis in Aequatoria) (hiszp. Vicariato apostólico de Zamora) – wikariat apostolski Kościoła rzymskokatolickiego w Ekwadorze. Jest podległy bezpośrednio pod Stolicę Apostolską. Został powołany 17 lutego 1893 roku jako wikariat Zamora, natomiast w 1991 roku zmieniono nazwę na Zamora en Ecuador.
Na terenie wikariatu obecnie pracuje sześciu polskich misjonarzy.

## Administratorzy
Wikariusze apostolscy wikariatu Zamora
- Jorge Francisco Mosquera Barreiro O.F.M. 1964 – 1982
- Serafín Luis Alberto Cartagena Ocaña O.F.M. 1982 – 2003
- Fausto Trávez Trávez O.F.M. 2003 – 2008
- Walter Heras Segarra O.F.M. 2009 – 2019
- Jaime Oswaldo Castillo Villacrés (od 2021)